# Aspasia Corona
Aspasia Corona est une corona, formation géologique en forme de couronne, située sur la planète Vénus par 56,1° N et 189,1° E. Elle est localisée dans le quadrangle de Pandrosos Dorsa. Elle a été nommée en référence à Aspasia, Nom modifié de « Aspasia Patera ». 

## Géographie et géologie
Aspasia Corona couvre une surface circulaire d'environ 200 km de diamètre. 